# رامون خوفرسا
رامون خوفرسا (اسپانیایی: Ramón Jufresa‎؛ زادهٔ ۱۸ آوریل ۱۹۷۰) بازیکن هاکی روی چمن اهل اسپانیا است که در مسابقات کشوری و بین‌المللی در مجموع برندهٔ 2 مدال نقره، 1 مدال برنز شده‌است.